# Schleswig-Holstein-Sonderburg-Plön-Rethwisch
La línea ducal de Schleswig-Holstein-Sonderburg-Plön-Rethwisch descendía de la línea de Schleswig-Holstein-Sonderburg-Plön. Fue fundada por Ernesto II (5 de octubre de 1637 - 5 de octubre de 1700) quien, como tercer hijo del Duque de Plön Joaquín Ernesto, recibió el territorio de Rethwisch en Storman como su herencia. Fue general de la casa real española en los Países Bajos y se convirtió al Catolicismo en 1673.
La línea reclamó el dominio de Plön, aunque esto fue rechazado, sin embargo, por el Rey de Dinamarca. Juan Ernesto Fernando (4 de diciembre de 1684 - 21 de mayo de 1729) apeló a la Corte Suprema y fue vindicado. Murió sin dejar herederos vivos.

## Lista de duques
| Reinado   | Nombre                | Observaciones         |
| --------- | --------------------- | --------------------- |
| 1671-1700 | Joaquín Ernesto II    | Fundador de la línea. |
| 1700-1729 | Juan Ernesto Fernando | Hijo.                 |